# 보호자 (2022년 영화)
"보호자"(영어: A Man of Reason)는 2022년 제작된 대한민국의 액션 스릴러 드라마 영화이다. 배우 정우성의 감독 데뷔작이며, 그가 주연 또한 맡았다. 2022 토론토 영화제에서 전 세계 최초로 공개되었다.

## 출연

### 주연
- 정우성 : 수혁 역
- 김남길 : 우진 역
- 김준한 : 성준 역
- 박성웅 : 응국 역
- 박유나 : 진아 역

### 조연
- 이엘리야 : 민서 역
- 류지안 : 인비 역
- 박성준 : 게르 역
- 문성환 : 안마 남 역
- 김주헌 : 준호 역
- 김문학 : 보안팀장 역
- 박용 : 신 목사 역

### 그 외 출연
- 박성근 : 큰 형님 역 (특별출연)